# 카린 외베리
카린 잉에게르드 외베리(스웨덴어: Karin Ingegerd Öberg, 1982년 8월 27일 ~)는 스웨덴의 천체물리학자이다. 그녀는 하버드 대학의 천문학 교수이자 하버드 - 스미소니언 천체 물리학 센터의 외베리 천체물리학 그룹의 리더이다. 그녀는 지구 및 다른 곳에서 생명의 기원을 결정하는 데 필요한 유기 분자와 관련하여 별, 형성, 행성 형성 및 항성 진화를 연구하는 그녀의 업적으로 가장 잘 알려져 있다. 2015년 4월, 외베리의 연구팀은 원시 행성 디스크에서 최초의 복합 유기 분자를 발견했다.

## 유년기
카린 외베리는 1982년 8월 27일 스웨덴의 뉘셰핑에서 태어났다. 6세 때, 그녀의 가족은 칼스크로나로 이주하여 어린 시절을 보냈다. 그녀는 두 형제와 함께 자랐고 공립 초등, 중등 및 고등학교에 다녔다. 2001년 외베리의 고등학교 화학 교사가 그녀를 지역 화학 올림피아드에 참가시켰다. 외베리는 그 대회에서 스웨덴을 대표하는 4명의 학생 중 한 명으로 뽑혀 국제 대회에 참가하게 되었다. 또한 샵만스콜란 임나시에트 고등학교에서의 마지막 해에, 외베리는 아버지의 감독하에 프로젝트를 진행하여 첫 출판을 하게 되었다.

## 교육
외베리는 캘리포니아 공과 대학교에서 2005년 쿰 라우데로 화학 학사 학위를 받았다. 그녀는 "칼텍은 과학에 대한 불 경험을 통해 태어났다. 그녀는 문제 해결에 힘들었던 과학에 대해 어떻게 생각하고 질문하고 문제를 해결할 수 있는 방법을 찾는 법을 알게 되었다"고 주장했다. 외베리는 학부 과정에서 잭 보샴 박사와 제프리 블레이크 박사가 이끄는 물리 화학 및 천체 화학 연구팀의 일원이었다. 이 그룹에서 연구를 수행 한 결과 외베리는 두 가지 출판물을 출간했다. 블레이크 박사는 외베리에게 특히 영향력을 끼쳤다. 왜냐하면 그녀가 오늘 연구하는 분야인 천화학에 관심을 갖기 시작했기 때문이다. 블레이크 박사가 그의 그룹을 하와이의 WM 켁 천문대에 견학시켰을 때 외베리의 천체화학에 대한 열정이 확고해졌다.
학부 과정을 마친 후, 외베리는 에비네 반 디쇼이크 박사와 하롤드 리나츠 박사의 지도하에 네덜란드 레이던 대학교에서 박사 학위를 받았다. 그녀는 성간 얼음 의 화학과 역학을 연구하기 위해 실험실 시뮬레이션과 천문학적 관찰을 결합하여 4년을 보냈다. 이 연구는 "단순한 얼음의 복잡한 과정 : 별 형성 과정에서의 가스 - 입자 상호 작용에 대한 실험 및 관측 연구"라는 제목의 논문으로 이어졌다. 외베리는 전세계 다른 지부의 학술회 및 미국의 여러 기관에서 발표했다. 박사 학위 논문은 2009년 9월 16일에 발표되었다. 이 연구를 수행하는 것 외에도 외베리는 두 개의 석사 프로젝트를 지도하고 학부생 대상의 연구와 펄사에 관한 과정의 조교로 근무하였다. 그녀는 2009년 쿰 라우데로 레이던 대학 천문학 박사를 졸업하였다.